# Площадь Карла Маркса (Новосибирск)
Площадь Ка́рла Ма́ркса — площадь в Ленинском районе Новосибирска. Границами площади выступают улицы Ватутина, Блюхера, Новогодняя и Покрышкина. К площади примыкают проспект Карла Маркса и две улицы — Сибиряков-Гвардейцев и Титова.

## Описание
Площадь Маркса является главной площадью и «центром» новосибирского левобережья, имеет форму прямоугольника, рассечённого проездами на три части (см. карту 2gis). Её общая площадь составляет 30 га, при этом свободными от застройки остаются около 5 % пространства площади, остальное, не считая дорог, занято торговыми центрами, автостоянками и долгостроями.

## История

### Советская эпоха
Одной из первых построек в данном месте стала водонапорная башня. 6 мая 1939 года для неё на заводе металлоконструкций был изготовлен бак и каркас. Здание, возведённое в 1939 году, стало частью системы водоснабжения левобережной части города, пущенной в конце 1930-х годов. Остальное место в ту пору занимал пустырь, а вокруг была пашня.
В 1957 году площади было присвоено имя С. М. Кирова. В 1970 году, в связи с разделением левобережной части Новосибирска на Ленинский и Кировский районы название «площадь Кирова» было отдано территории возле администрации Кировского района на улице Петухова, а площадь возле водонапорной башни переименовали в площадь Карла Маркса.
В 1968 году на площади начато возведение гостиницы «Турист». Заказчик строительства — местное управление профсоюзами. Согласно проекту, разработанному в 1960-х годах, общий номерной фонд составляет 800 мест. В первых двух этажах проект предполагал размещение административных и гостиничных служб, концертного зала на 450 мест, а также туристско-экскурсионных организаций. Здание планировалось построить за 3,5 года, однако затем сдачу передвинули на 1983 год. К июлю 1979 года был смонтирован каркас с панелями первых 17 этажей. Монтаж всего здания был закончен в годы одиннадцатой пятилетки.
В 1985 году строительство «Туриста» было заморожено. Одной из проблем, возникших при строительстве, стала стоимость объекта, которая превысила первоначальную: под зданием обнаружился плывун и для того, чтобы устранить его потребовалось много бетона. В начале 1990-х годов к достройке объекта планировалось привлечь заключённых — объект был огорожен забором с колючей проволокой, а по периметру выставлены наблюдательные вышки. На сегодняшний день основное здание, высотой свыше 20-ти этажей, заброшено. На двух верхних этажах полностью отсутствуют внутренние перегородки. Невооруженным взглядом заметен крен здания в западную сторону. Часть помещений в пристройке гостиницы была достроена в 2002 году и используется ТК «Галерея Фестиваль». Обследования высотного здания, проведённые через два года показали, что сооружение подлежит восстановлению и дальнейшему использованию. Среди экспертов нет единого мнения относительно того, что делать с недостроем дальше. Часть из них, в том числе главный архитектор города, считают, что здание необходимо снести, поскольку оно находится в аварийном состоянии и представляет опасность для людей. Другие полагают, что её дешевле достроить. В конце июля 2012 года здание осматривали мэр Новосибирска и губернатор Новосибирской области. Василий Юрченко потребовал у компании, взявшейся за достройку здания, не позднее 14 августа текущего года решить вопрос с дальнейшей судьбой «Туриста».
В 1974 году Советом Министров РСФСР было принято решение о постройке в городе 5-этажного универсама на 304 рабочих места общей площадью 6,4 тыс. м². Возведение начато в том же году. Строящийся ГУМ позиционировался как «крупнейший в Сибири». Проект сооружения выполнен специалистами из местного филиала НИИ «Гипроторг». Архитекторы — И. М. Григорьева, Н. И. Петраков. Главный инженер проекта — М. А. Трехина. Согласно проекту, основной объём здания представляет собой сплошь остеклённый куб, а по углам расположены две глухие башни с лестничными клетками. Из пяти этажей сооружения торговыми являются только первые три, соединённые эскалаторами и лестницами. Третий и четвёртый занимают административные и складские помещения. В подземной части здания расположены многочисленные склады, оснащённые штабелёрами, автоматическими ленточными конвейерами и другим оборудованием. Одна из отличительных особенностей сооружения — впервые в городе в здании применены эскалаторы. 19 ноября 1987 году состоялось открытие универсама.
В 1979 году начато строительство экспериментального шумозащитного жилого дома на углу улицы Титова и Новой. Проект был выполнен в проектном институте СибЗНИИЭП специалистами Печериным М. К., Шороховой Г. В. и др. Согласно проекту, сооружение имеет 2 крыла, которые расположены друг к другу под углом 120 °. Дом представляет собой кирпичное 9-этажное здание с 10-этажной одноподъездной пристройкой. Первый этаж предназначен для магазина. Общее количество квартир — 122. В лестничных клетках используется секционно-коридорная система: через 2 этажа смежные клетки соединены коридорами. Все помещения жилого дома разделены по степени необходимой шумозащиты на 2 группы. В первую включены жилые помещения, выходящие во двор. Другая группа включает помещения с более высоким допустимым уровнем шума: коридоры, передние, кухни и лестницы. Помещения второй группы выходят на дорогу. За счёт этого получены необходимые шумозащитные качества дома. В советскую эпоху в доме располагался магазин сети Берёзка, а также ювелирный магазин «Кристалл».
В том же 1979 году заводом «Сибсельмаш» начал возводиться одноимённый Дворец культуры и спорта. Проект был разработан архитектором Владимиром Бородкиным представлял собой трёхэтажное трёхсекционное здание общей площадью 17 тысяч м², с размещением в центральной секции 22-метрового бассейна. Однако, вскоре финансирование прекратилось и строительство было заморожено, на уровне 2-3 этажа (без центральной секции здания). Готовность здания к тому моменту составляла около 15 %. В начале 1990-х годов ДК предлагался в качестве одного из вариантов временного размещения труппы Новосибирского театра оперы и балета. Проект предполагал достройку дворца культуры и использование труппой во время реконструкции здания НГАТОиБ. Однако, и данный проект реализован не был.
В июле 1991 года, с вводом в строй нового левобережного участка метро от станции «Студенческая» протяжённостью 1,14 км, открылась одноимённая станция метро.

### 1990-е годы
В 1990-х годах площадь Маркса облюбовали многочисленные торговцы — появились продовольственный и вещевой рынки. Основная их часть разместилась на т. н. вещевом рынке (барахолке), возникшем в 1992 году и занявшим территорию площадью более 3 га вокруг недостроенного ДК. Новосибирская компания-арендатор, а затем и собственник этого вещевого рынка, в 1995 году приобрела недостроенное здание с аукциона с намерением завершить строительство бывшего ДК в 2004 году. В 1997 году строительство объекта возобновляется, но уже по новому проекту. Однако, достроить объект по этому проекту не удалось — строительство в этот раз прекратилось на финальной стадии общестроительных работ. Компании оставалось выполнить отделочные работы.

### Площадь в XXI веке
В 2003 году на площади был установлен памятник Трижды Герою Советского Союза маршалу авиации Александру Ивановичу Покрышкину. В 2006 году был проведён опрос на переименование площади в «Площадь Александра Покрышкина».
В 2004 году на пересечении трёх улиц площади (Титова, Блюхера и Ватутина), вокруг выхода № 3 станции метро «Площадь Маркса», началось возведение ещё одного объекта торговли — 3-этажного ТОЦ «Версаль». Помимо торговых и офисных помещений (свыше 2 тыс. м²) проектом центра общей площадью 40 тыс. м² была предусмотрена многоуровневая парковка на 500 машиномест. Первоначально в «Версале» планировалось также открыть мультиплекс и магазин стройматериалов. Построить «Версаль» планировалось к концу 2005 года. В качестве инвестора выступал Собинбанк. Однако, когда объект был практически завершён, дальнейшие работы вначале затянулись, а в 2008 году — прекратились. После неоднократного переноса сроков сдачи, в апреле 2010 года комплекс всё же удалось открыть.
В 2005 году вместо торговых рядов вещевого рынка по улице Покрышкина был открыт 6-этажный ТЦ «Александровский» с многоуровневой парковкой. Вместе с торговым центром компания-владелец построила газовую котельную с 4,5-километровым газопроводом. А в октябре следующего года, через два года после прекращения строительных работ, бывший Дворец культуры «Сибсельмаш» был переименован (в ТРЦ «Omega Plaza») и вместе с земельным участком 3,2 га продан московской девелоперской компании, планировавшей вложить порядка 150 млн долларов. Здание планировалось построить к началу 2009 года, но уже по новому проекту. Общая площадь комплекса должна была составить от 140 тыс. м². Однако, и этот проект реализован не был — новый проект предполагал снос части возведённых конструкций и надстройку нескольких этажей. Возникшие через некоторое время у собственников объекта проблемы с финансированием привели к тому, что в октябре 2008 года стройка была вновь заморожена, а объект — продан. Кроме того, предложенный проект был отклонён Градостроительным советом Новосибирска. Новые владельцы разработали собственный проект торгового центра стоимостью 100 млн долларов. Общая площадь сооружения на этот раз должна была составить 90 тыс. м². Весной 2010 года должно было начаться строительство, а 2013 году — завершиться. Однако, в 2011 году реализация проекта (в очередной раз) остановилась — компания-владелец «для возобновления строительства попросила на 12 метров сдвинуть от здания Omega Plaza памятник Покрышкину». Это предложение вызвало недовольство общественности. С тех пор объект стоит незавершённым и срок его сдачи пока что неизвестен.
В 2007 году территорию бывшего вещевого и продовольственного рынка заняла стройка. Здесь началось возведение крупного торгового центра под названием «Карл Маркс» (позднее переименован в «Капитал»). Общая площадь будущего центра должна была составить более 50 тысяч м² (из них торговая — 27 тысяч квадратов). Уже в следующем году были возведены практически все металлоконструкции каркаса здания, а затем строительство объекта было прекращено. Сам объект находился (по данным на 10.10.2012) в стадии продажи. После чего его выкупило ЗАО «Левобережное», которое взялось за достройку объекта. Компания планирует к началу 2015 года построить здесь 3-этажное здание (общая площадь 50 тысяч квадратных метров) с автомобильной парковкой (356 мест).
В мае 2011 года на территории, ограниченной улицами Новогодняя, Сибиряков-Гвардейцев и универсамом ГУМ «Россия» был сдан 23-этажный МФК «Сан Сити» в составе высотного (86 м) бизнес-центра класса В+, 4-этажного торгово-развлекательного центра, паркинга на 1000 мест (и 2-этажного фитнес-клуба с двумя бассейнами). Общая площадь комплекса — 90 тыс. квадратных метров. Строительство комплекса велось с 2008 года новосибирской управляющей компанией. Для реализации проекта привлекались средства «Народного Банка Казахстана».
24 июля 2012 года стало известно, что власти Новосибирска намерены «до конца года разработать полную концепцию благоустройства площади Маркса», а от владельцев недостроев на площади — требовать выполнения сроков по проектам. В противном случае власти не исключали расторжение договоров по аренде земельных участков. В сентябре 2012 года стало известно, что гостиницу «Турист» всё-таки будут достраивать. Согласно представленному проекту, здание «Туриста» надстроят на два этажа (на существующем фундаменте из тысячи свай), навесные панели поменяют на вентилируемый фасад, а снаружи установят два стеклянных лифта. Также, по одному из проектов, предлагалось вплотную к зданию гостиницы пристроить бизнес-центр (высотой в 14-этажей).
Здание же бывшего Дворца культуры «Сибсельмаш» планируется снести. На его месте выкупивший объект собственник, посчитавший убыточным прежний проект (с кинозалом на 1100 мест), построит другое здание. Согласно разработанной концепции по изменению облика площади, к существующему зданию со всех сторон будут возведены пристройки с торговыми и развлекательными заведениями. В самом здании должен разместиться крупный концертный зал. Вокруг здания должна появиться пешеходная зона — с фонтанами, газонами, площадкой для парадов и т. п. Расположенное недалеко от Дворца кольцо должны сузить, а после ввода Оловозаводского моста и всю площадь Карла Маркса архитекторы предлагают очистить от транспорта, сделав её пешеходной. На территории самого ДК, по планам, не должно быть торговли и рынков.
До недавнего времени на площади размещалось почти полтора десятка крупных рекламных конструкций. В сентябре 2012 года, согласно решению муниципалитета города, все щиты были демонтированы (за счёт рекламных агентств). Ещё ранее, в июле, напротив ТК «Фестиваль» были закрыты около 40 торговых точек. В дальнейшем, планируется облагородить участок вдоль выхода метро со стороны ТЦ «Версаль». Согласно планам властей, на этом участке, ограниченном улицами Ватутина и Титова, должен появиться бульвар со скамейками и новыми деревьями.
В середине апреля 2013 года на площади Карла Маркса была построена, а в октябре того же года запущена первая в городе перехватывающая парковка на 450 автомобилей. Первоначально её ввод в эксплуатацию предполагался к ноябрю 2012 года. Согласно проекту, парковка является 6-этажной и бесплатна с 7 утра до 22 часов. ТВК «Гранит», ставший инвестором начал строить объект в декабре 2011 года и вложил в его строительство 160 млн рублей.

## Транспорт
Площадь Маркса является крупным транспортным узлом левобережья Новосибирска. Здесь находится конечная станция Ленинской линии Новосибирского метрополитена — «Площадь Маркса». Также запроектирована одноимённая станция пересадки Кировской линии.
Кроме того, на площади расположены 7 остановок (в том числе — конечные) всех видов наземного транспорта: автобусов (67), троллейбусов (5), трамваев (2) и маршрутных такси (16).
В дальнейшем, не исключено, что на площади появится одна из остановок скоростного трамвая. Согласно планам, одна из линий скоростного трамвая (его южное направление) должна пройти по улице Сибиряков-Гвардейцев и направиться в сторону посёлка ОбьГЭСа: сначала ветка пойдёт на Затулинский жилой массив, затем выйдет на Южно-Чемской, а потом через Краснообск выйдет к посёлку ОбьГЭСа.

## Организации на площади Маркса
На площади находятся:
- ТРК «Версаль».
- Универсам «ГУМ РОССИЯ».
- Торговые комплексы:
  - 23-этажный (высотой 86 м) многофункциональный комплекс «Сан Сити» (на фото изображён строящимся).

- - «Александровский».
  - «Гранит».
  - «Галерея Фестиваль».
  - «Подсолнух».

## Достопримечательности площади
Символы площади:

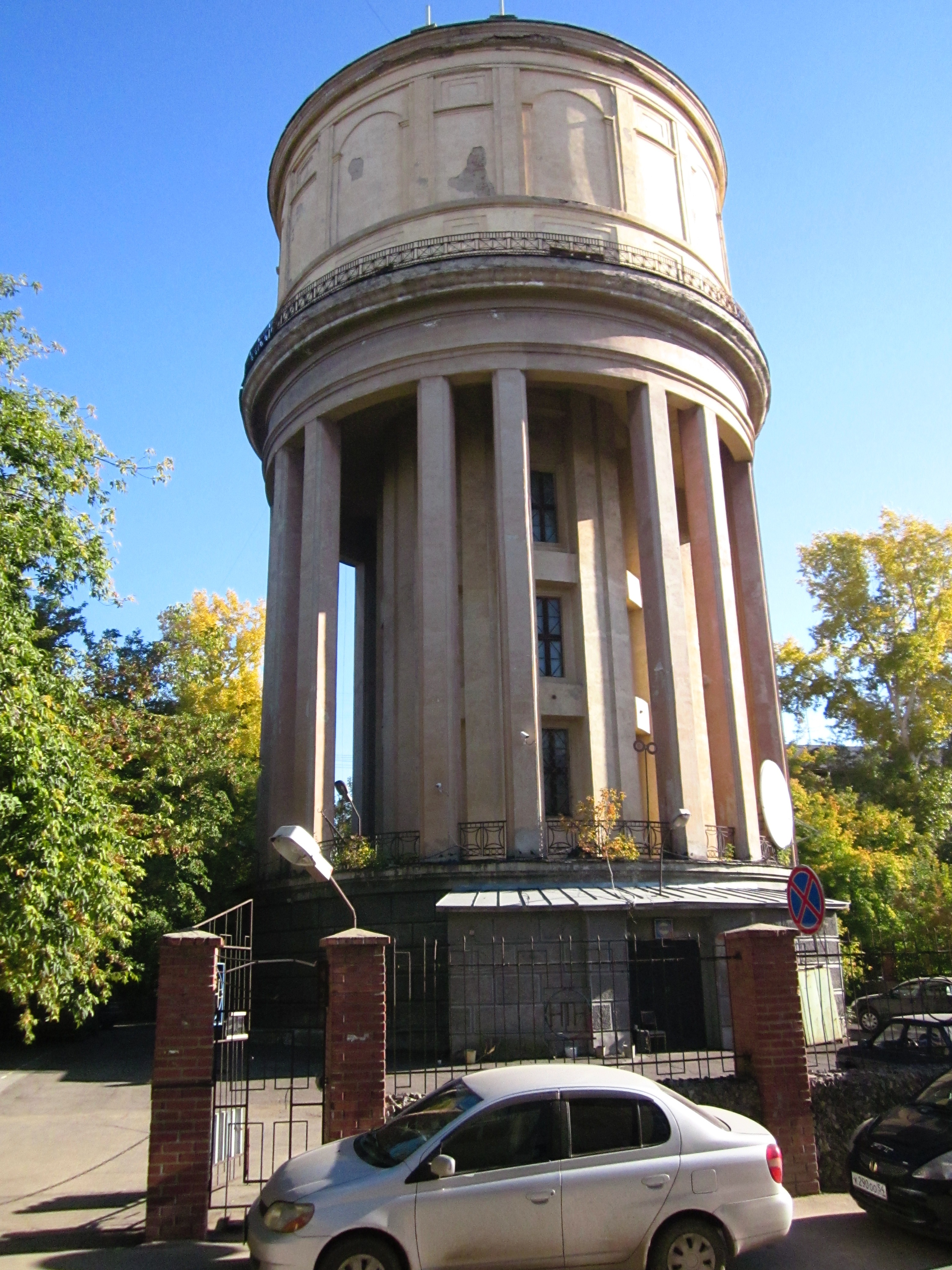
Водонапорная башня

- Старая Водонапорная башня. Одно из старейших зданий площади.
- ГУМ «Россия» (1973—1987, архитекторы И. М. Григорьева, Н. И. Петраков, главный инженер М. А. Трехина). Бывший советский долгострой, к моменту окончания строительства торговое здание устарело[49].
- Здание Дворца Культуры «Сибсельмаш» (позднее назывался «Omega Plaza»). На территории в период с 1993 до начала 2000-х располагался Вещевой рынок.[2] В подвалах здания с 2005 года располагается газовая котельная. Некоторое время здание использовалось в качестве крытой пейнтбольной площадки. Недостроенное и позднее снесённое здание.
- Здание гостиницы «Турист». Долгострой.

## Галерея

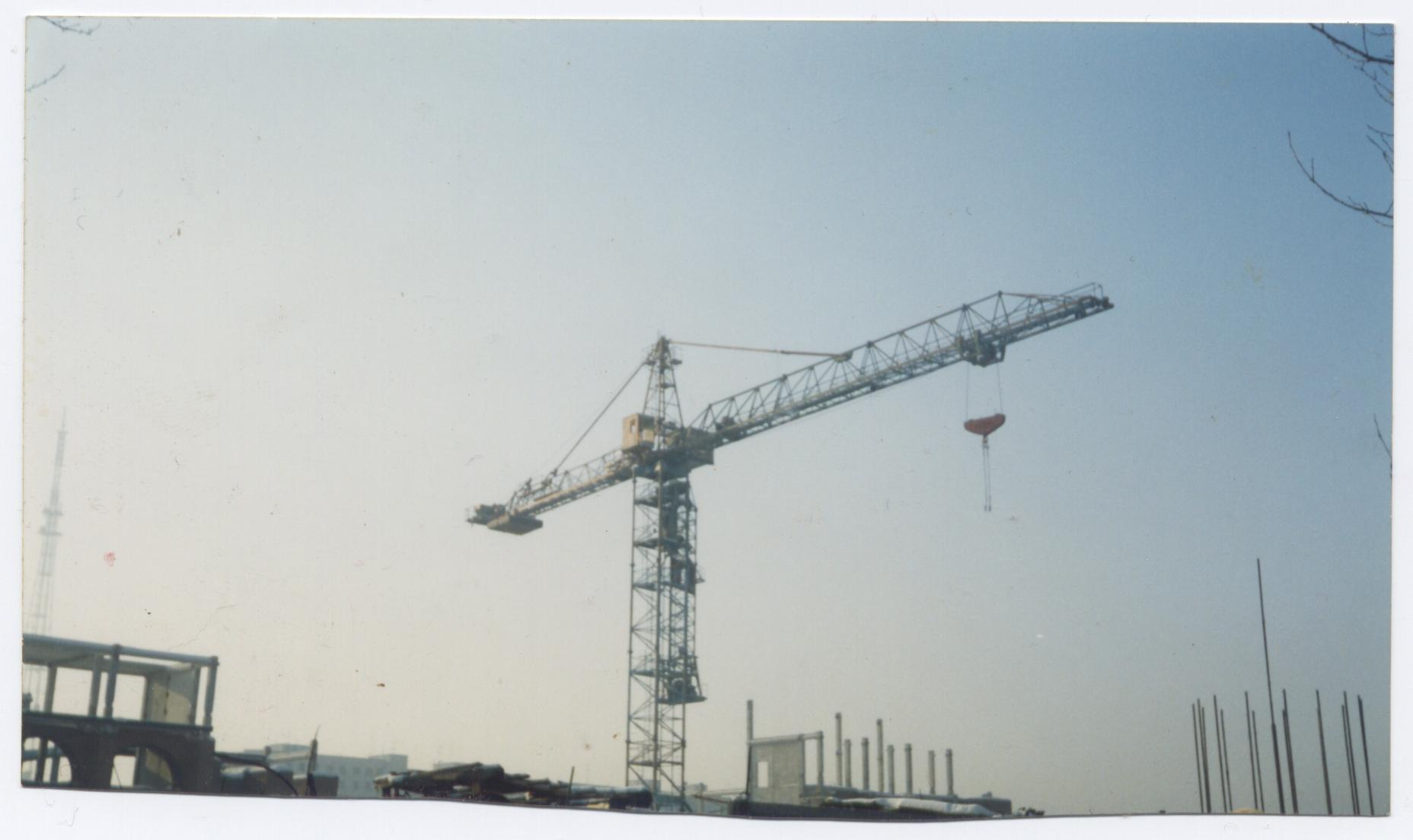
Разворованный кран над Вещевым рынком Концерна «СБС-308» (видно край крыши торговой точки), который ранее располагался на территории недостроенного ДК (ныне точки переехали в ТК «Александровский»), 1993.
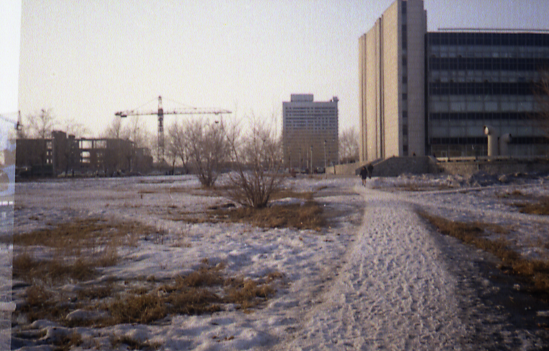
Три знаменитости: ГУМ «Россия», недостроенные Гостиница «Турист» и ДК «Сибсельмаш». На месте этого парка сейчас построен высотный комплекс «Сан-Сити», 1997 год
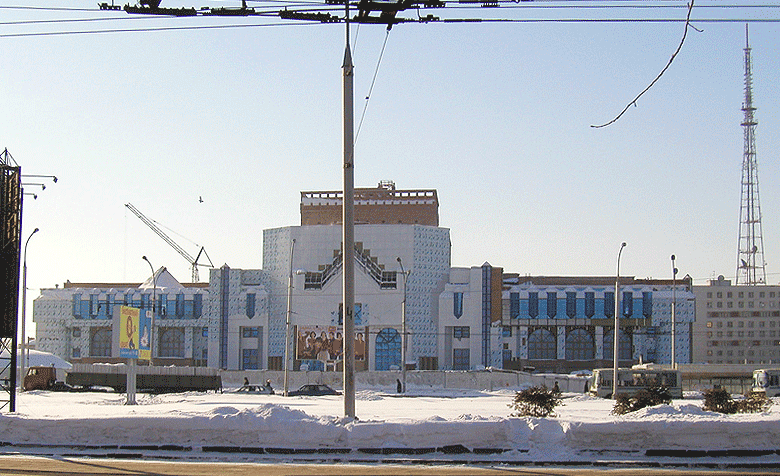
Бывший ДК Сибсельмаш, 2003
У памятника Маршалу Покрышкину вечером, на заднем плане — бывший ДК «Сибсельмаш», он же позднее «Omega Plaza». 2010
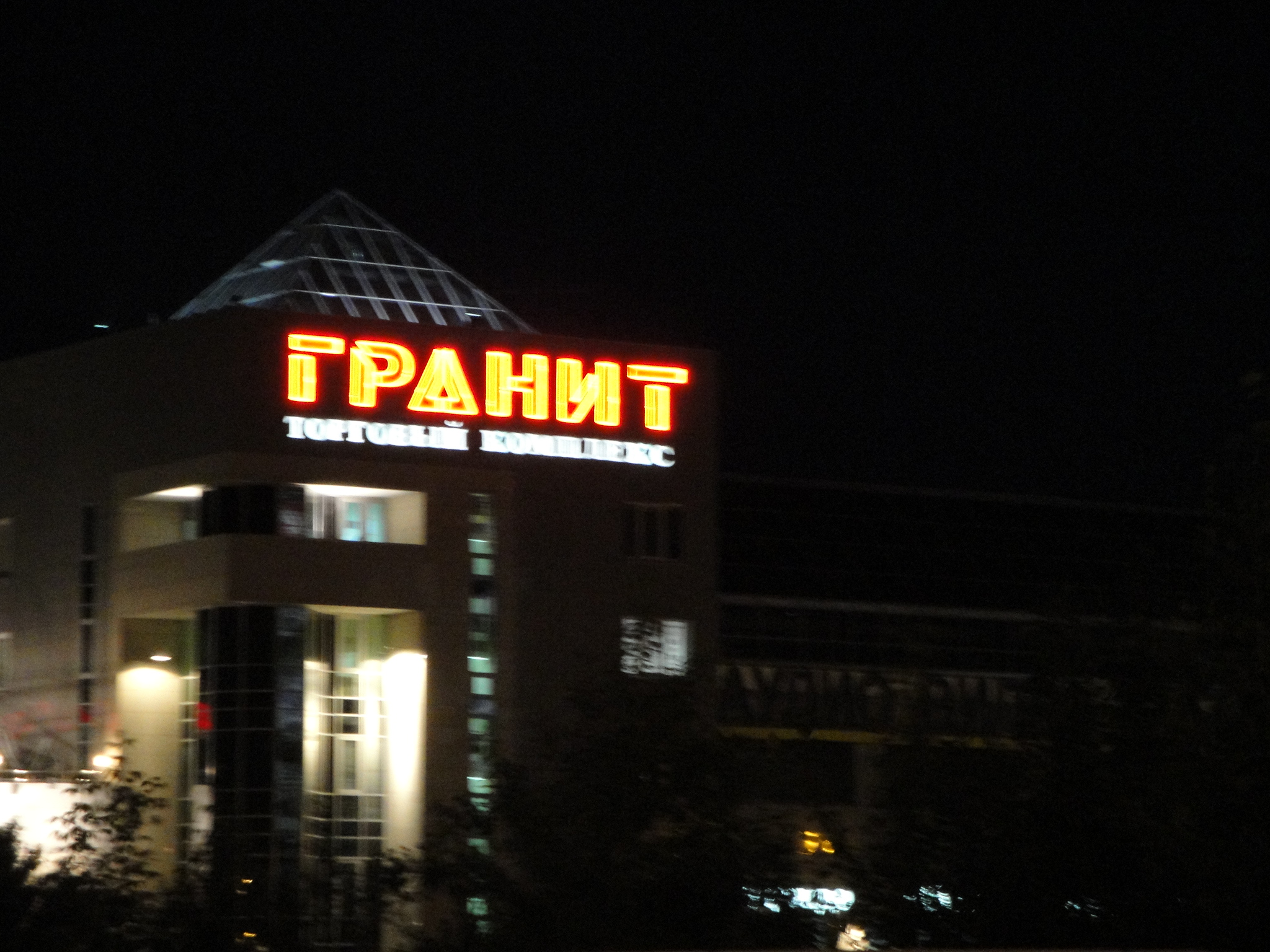
Огни ТК «Гранит». 2010
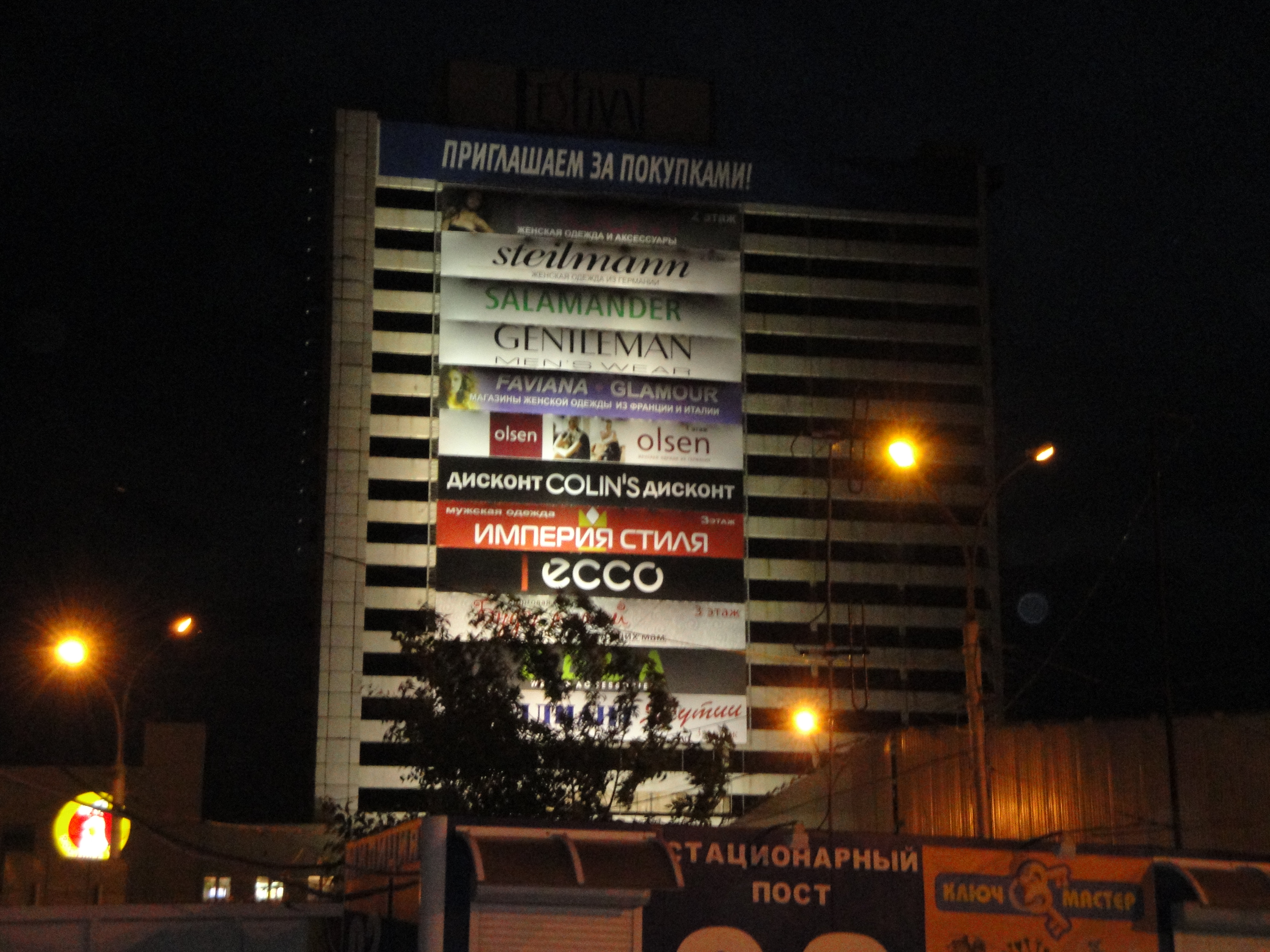
Рекламные баннеры гостиницы "Турист" ночью. 2010
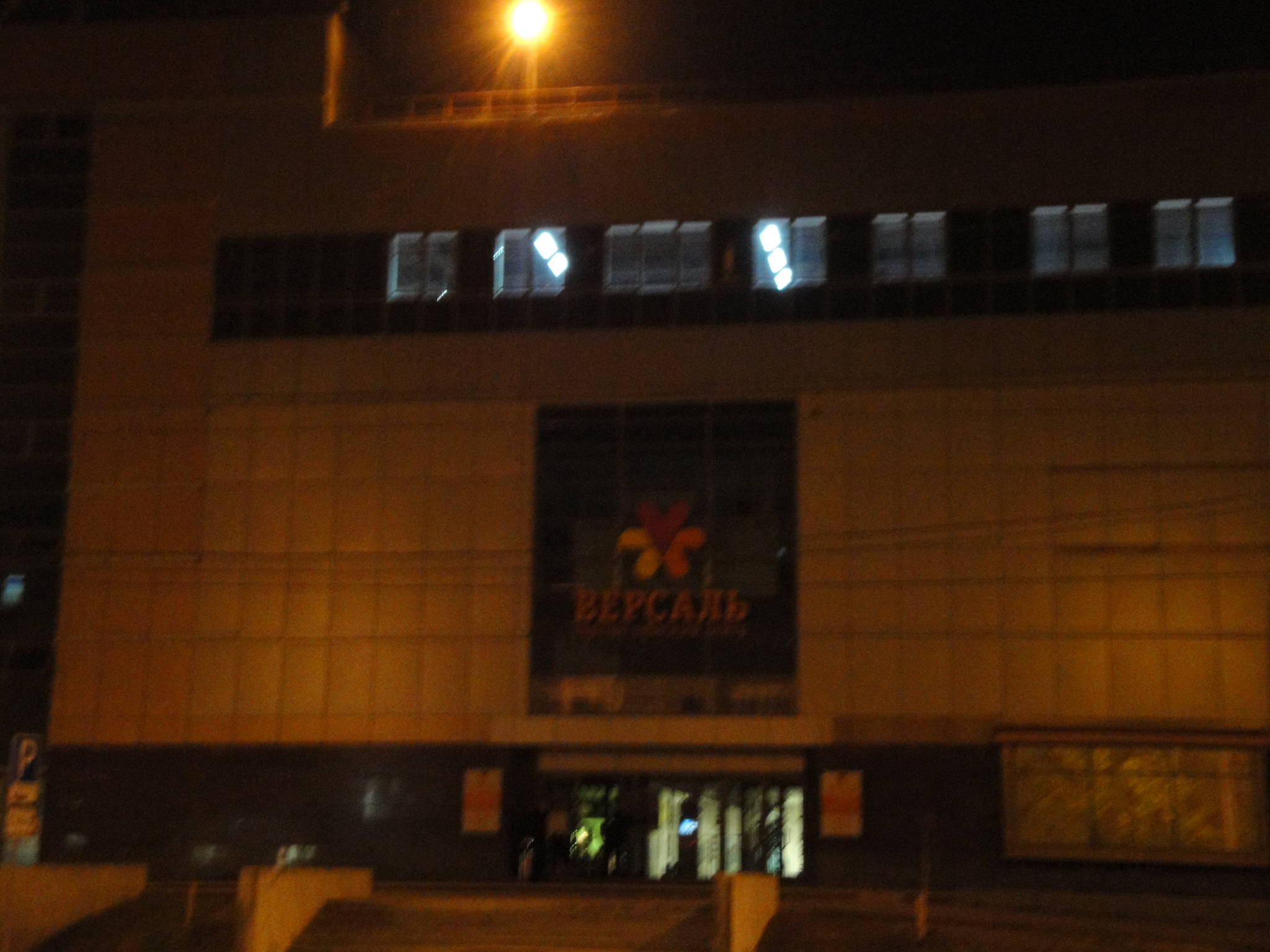
«ТРК Версаль» со стороны Блюхера. 2010
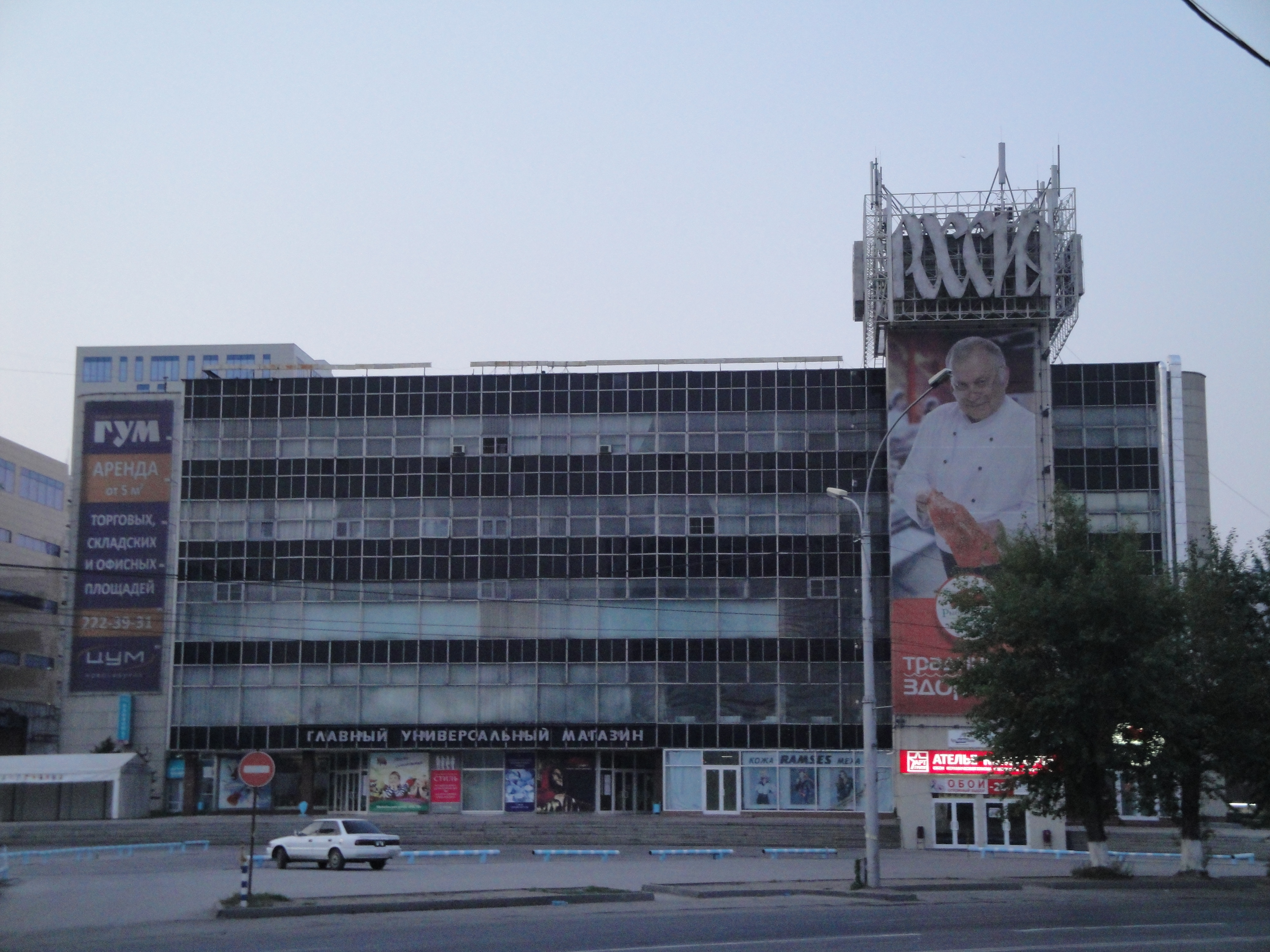
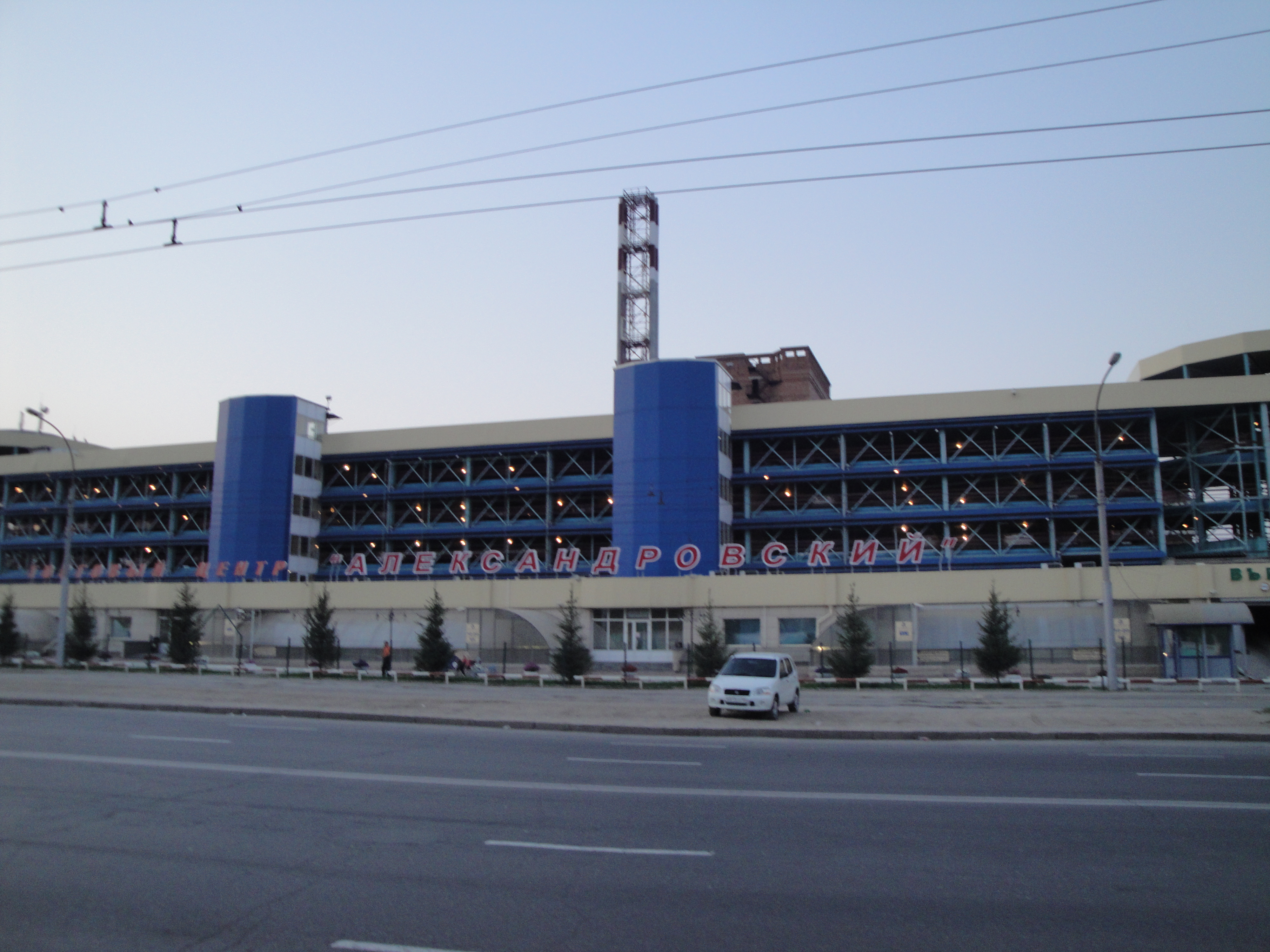
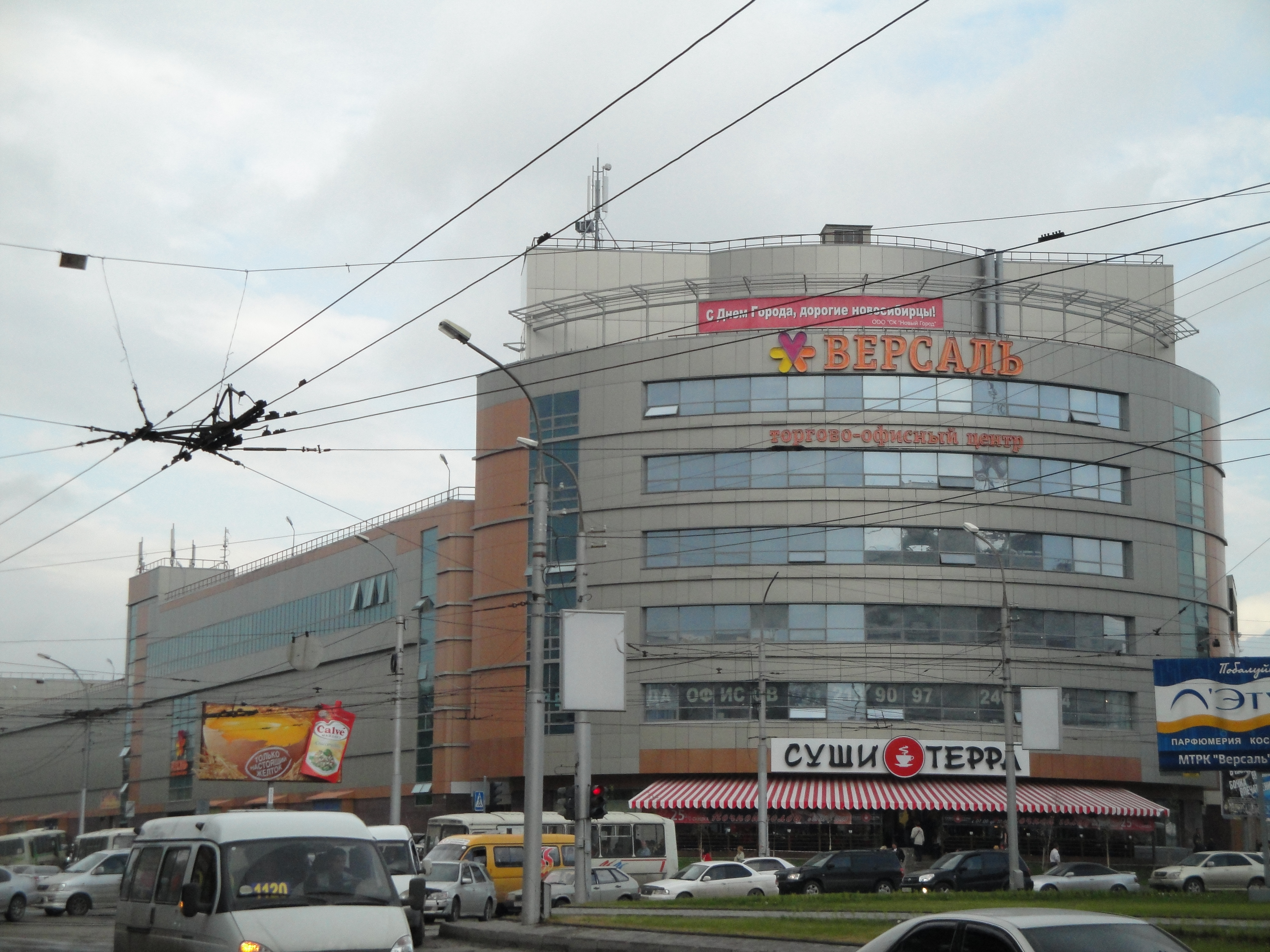
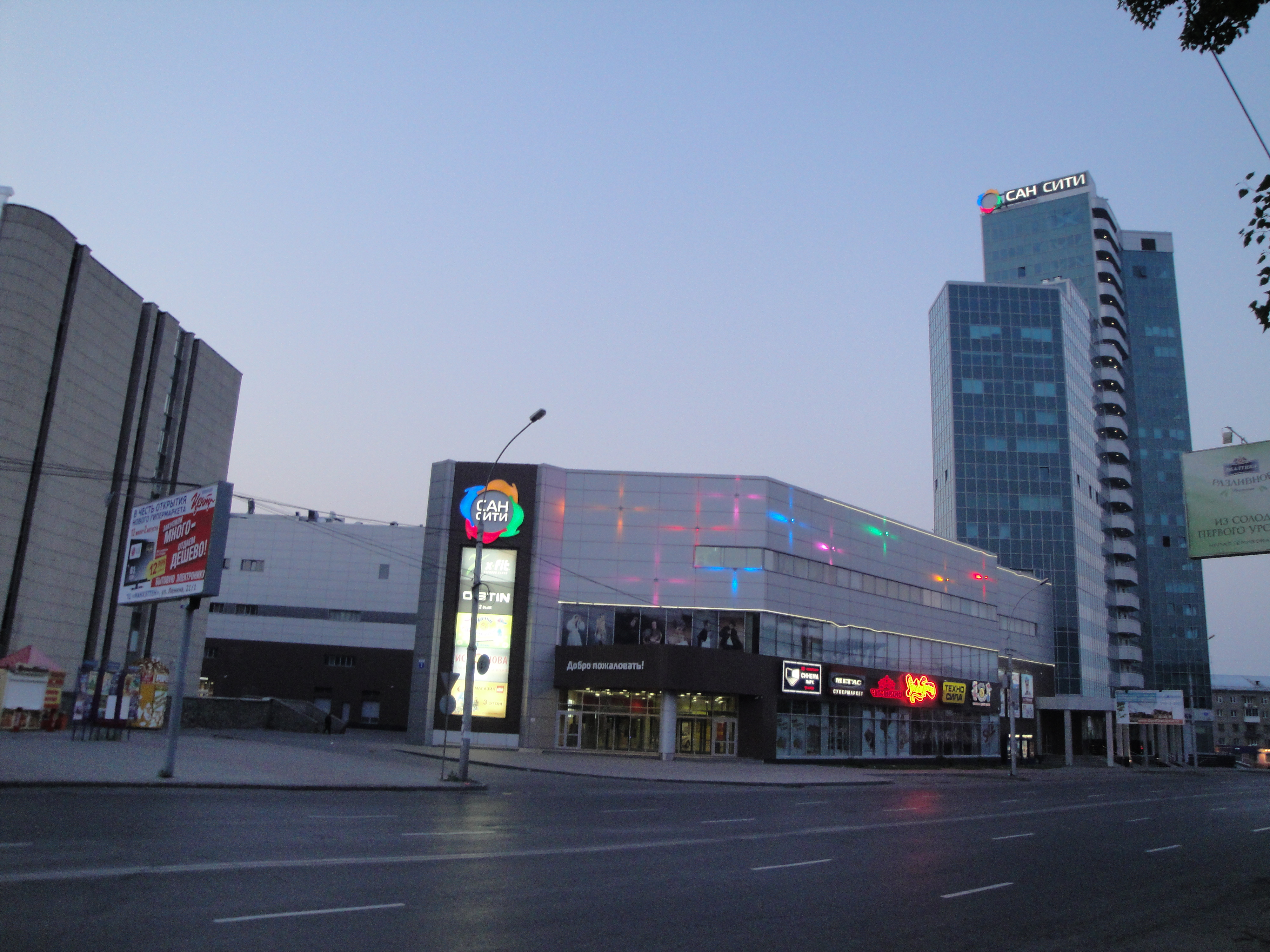